# Jurij Afanasjew
Jurij Nikołajewicz Afanasjew (ur. 5 września 1934 w obwodzie uljanowksim, zm. 14 września 2015 w Moskwie) – rosyjski historyk, profesor, polityk.
Absolwent Uniwersytetu Moskiewskiego (doktor historii i profesor). Od 1987 do 1991 rektor Moskiewskiego Instytutu Archiwalno-Historycznego (od 1991 Rosyjskiego Państwowego Uniwersytetu Humanistycznego). Deputowany ludowy ZSRR, a następnie RFSRR. Współlider Międzyregionalnej Grupy Deputowanych. Od 1991 do 1992 współprzewodniczący rady koordynacyjnej ruchu "Diemokraticzeskaja Rossija". W 1993 inicjator stworzenia grupy "Niezawisimaja Grażdanskaja Inicjatiwa".